# Braunwald
Braunwald (toponimo tedesco) è una frazione di 308 abitanti del comune svizzero di Glarona Sud, nel Canton Glarona.

## Geografia fisica
Braunwald è situato nelle Alpi Glaronesi, su una terrazza sopra la valle della Linth, a un'altitudine di 1.256 metri. Domina i villaggi di Linthal e Rüti nella valle sottostante. È dominato dalle montagne dell'Ortstock (2717 m), dell'Höch Turm (2666 metri), dell'Eggstock (2455 metri) e del (2.802 metri).[
Braunwald ha una superficie di 10,13 km². Di questa superficie, il 43,7% è utilizzato per scopi agricoli, mentre il 28,5% è coperto da foreste. Del resto del territorio, il 3,2% è abitato (edifici o strade) e il resto (24,6%) è improduttivo (fiumi, ghiacciai o montagne).

## Storia

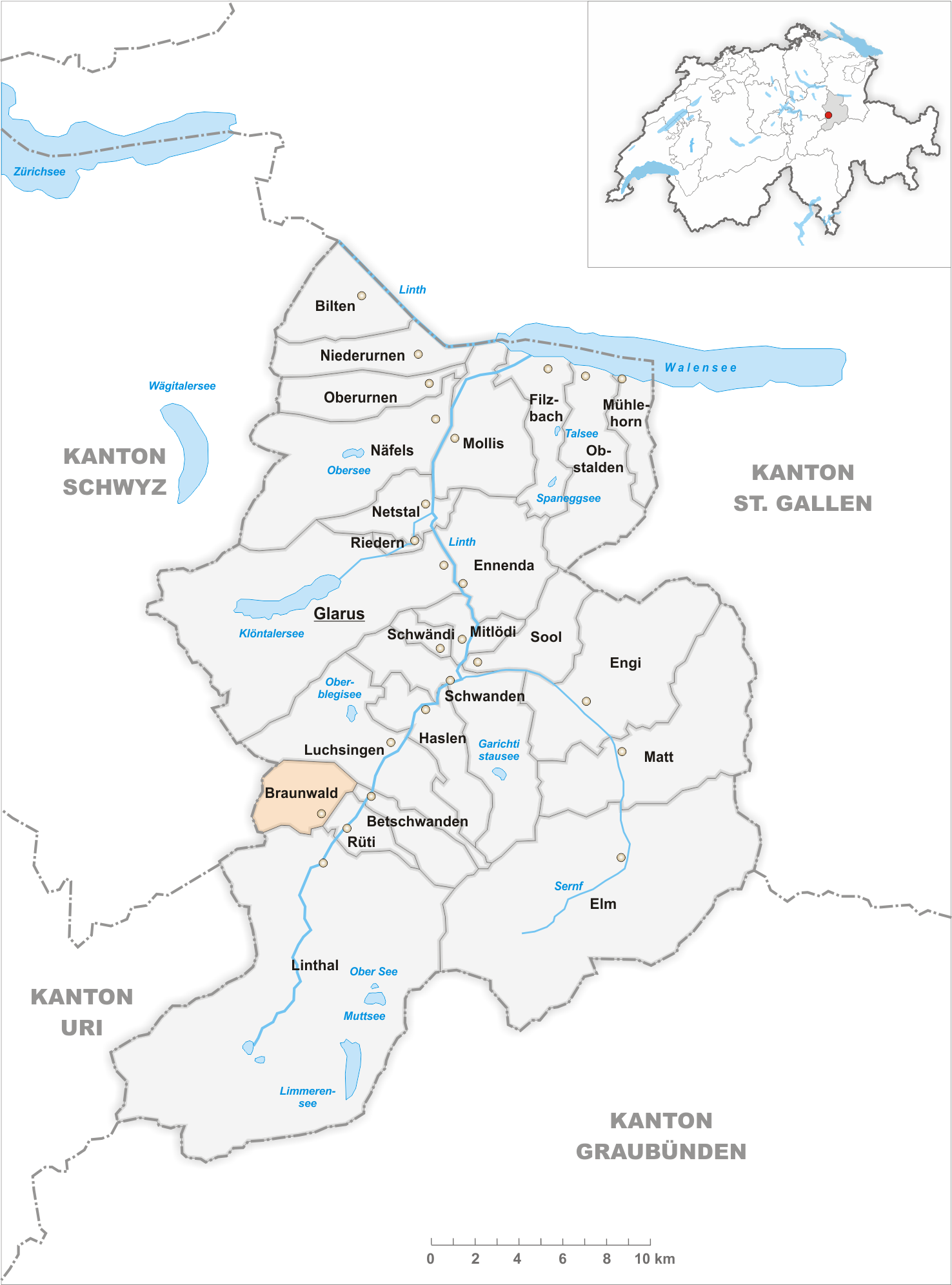
Il territorio del comune di Braunwald prima degli accorpamenti comunali del 2011

Braunwald viene menzionato per la prima volta nel 1421 come Brunwald. Ci sono prove di occupazione estiva tra il XII e il XV secolo e, nel 1725, alcune famiglie vi risiedevano tutto l'anno.
Già comune autonomo istituito nel 1939 per scorporo da quello di Rüti, si estendeva per 10,13 km² e comprendeva anche la frazione di Bergeten. Il 1º gennaio 2011 è stato accorpato agli altri comuni soppressi di Betschwanden, Elm, Engi, Haslen, Linthal, Luchsingen, Matt, Mitlödi, Rüti, Schwanden, Schwändi e Sool per formare il nuovo comune di Glarona Sud.

## Monumenti e luoghi d'interesse

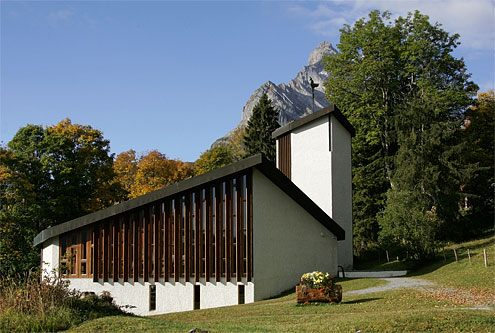
La chiesa riformata

- Chiesa riformata, eretta nel 1904[1];
- Führlihaus, eretta nel 1780[1].

## Società

### Evoluzione demografica
L'evoluzione demografica è riportata nella seguente tabella:
Abitanti censiti

## Economia
Braunwald è una località di villeggiatura estiva (sanatori, escursionismo, alpinismo) e invernale (stazione sciistica).

## Infrastrutture e trasporti

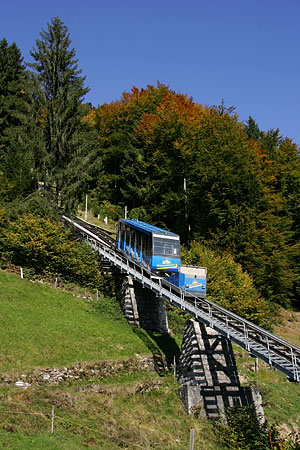
La Braunwaldbahn

La località, interdetta al traffico automobilistico, è servita dalla funicolare Braunwaldbahn che la collega alla ferrovia Ziegelbrücke-Linthal (linea S25 della rete celere di Zurigo).

## Amministrazione
Ogni famiglia originaria del luogo fa parte del comune patriziale che ha la responsabilità della manutenzione di ogni bene comune.